# Pedro Perlaza
Pedro Pablo Perlaza (n. Esmeraldas, Ecuador; 3 de febrero de 1991) es un futbolista ecuatoriano. Juega de defensa y su equipo actual es Liga Deportiva Universitaria de Portoviejo de la Segunda Categoría de Ecuador.

## Biografía
En su adolescencia vendía jugo de naranja, lustraba zapatos y trabajaba como peluquero. En sus inicios como futbolista no tenía pupos para entrenar y para jugar un partido de entrenamiento le prestaba los zapatos uno de sus compañeros que se quedaba fuera, además cuando no tenía dinero para viajar a los entrenamientos se subía al balde de alguna camioneta para llegar a entrenar.
Sobre lo sucedido el futbolista expresó:
Cuando no había dinero para el pasaje, era fijo subirse al balde de una camioneta y llegaba como sea.
Pero eso no fue obstáculo para que pudiera hacer realidad su sueño de ser un futbolista profesional, carrera que inició jugando para clubes del ascenso ecuatoriano.
Cuándo jugaba en el Delfín le cortaba el cabello a sus compañeros luego de los entrenamientos para ganar dinero extra, oficio que realizó durante el 2018, ya que en ese entonces era considerado suplente y no era muy conocido en el medio futbolístico.

## Trayectoria

### Inicios
Se inició jugando para Emelec en la categoría Sub-20 y luego para los clubes: Juventus, Rocafuerte, América de Quito, Patria, Esmeraldas Petrolero, Deportivo Quevedo, Macará, Liga de Portoviejo y Colón.

### Delfín Sporting Club
En el 2017 se vincula al Delfín, año en que siendo suplente su equipo fue subcampeón del Campeonato Ecuatoriano.
En el 2018 su equipo disputó la Copa Libertadores desde la fase de grupo sin embargo no superó esa ronda pero sumó victorias contra importantes equipos como Atlético Nacional de Colombia y Colo Colo de Chile. En aquellos tiempos Perlaza comenzaba a ser titular desde la llegada del entrenador Fabián Bustos.
En el 2019 disputó la final de la Copa Ecuador contra Liga Deportiva Universitaria donde su equipo fue subcampeón, tras un desastroso arbitraje en el partido final. En ese mismo año disputa la final del Campeonato Ecuatoriano ante la misma Liga Deportiva Universitaria, pero esta vez su equipo sí logró consagrase campeón del torneo al vencer en la tanda de penales 2 a 1, siendo este su primer título en su carrera deportiva en un equipo de primera división.

### Liga Deportiva Universitaria
Después de coronarse campeón con el Delfín en el Campeonato Ecuatoriano 2019, es contratado como nuevo refuerzo de Liga Deportiva Universitaria por cuatro temporadas. El 5 de enero de 2022 se anunció su rescisión de contrato con la institución alba.

### Independiente del Valle
El 6 de enero de 2022 fue anunciado por el Independiente del Valle.

### Aucas
En junio de 2022 firmó con Aucas de la Serie A de Ecuador.

## Selección nacional
Es convocado para el proceso de eliminatorias Catar 2022.

### Participaciones en eliminatorias
| Eliminatorias     | Sede            | Resultado   | Partidos | Goles |
| ----------------- | --------------- | ----------- | -------- | ----- |
| Eliminatoria 2022 | América del Sur | Clasificado | 1        | 0     |

### Partidos internacionales
Actualizado al último partido jugado el 8 de junio de 2021.
| \| N.° \| Fecha \| Ciudad \| Rival \| Resultado \| Resultado \| Competencia \| \| --- \| ----------------------- \| ------ \| -------- \| --------- \| --------- \| ----------------------------------- \| \| 1. \| 17 de noviembre de 2020 \| Quito \| Colombia \| 6-1 \| Victoria \| Eliminatorias al Mundial Catar 2022 \| \| 2. \| 29 de marzo de 2021 \| Quito \| Bolivia \| 2-1 \| Victoria \| Amistoso \| \| 3. \| 8 de junio de 2021 \| Quito \| Perú \| 1-2 \| Derrota \| Eliminatorias al Mundial Catar 2022 \| |                         |        |          |           |           |                                     |
| N.° | Fecha                   | Ciudad | Rival    | Resultado | Resultado | Competencia                         |
| 1. | 17 de noviembre de 2020 | Quito  | Colombia | 6-1       | Victoria  | Eliminatorias al Mundial Catar 2022 |
| 2. | 29 de marzo de 2021     | Quito  | Bolivia  | 2-1       | Victoria  | Amistoso                            |
| 3. | 8 de junio de 2021      | Quito  | Perú     | 1-2       | Derrota   | Eliminatorias al Mundial Catar 2022 |

## Clubes
| Club                    | País    | Año         |
| ----------------------- | ------- | ----------- |
| Juventus                | Ecuador | 2009        |
| Rocafuerte S. C.        | Ecuador | 2010        |
| América de Quito        | Ecuador | 2011        |
| Rocafuerte S. C.        | Ecuador | 2012 - 2013 |
| Esmeraldas Petrolero    | Ecuador | 2014 - 2015 |
| Deportivo Quevedo       | Ecuador | 2015        |
| Macará                  | Ecuador | 2016        |
| Liga de Portoviejo      | Ecuador | 2016        |
| Colón F. C.             | Ecuador | 2017        |
| Delfín S. C.            | Ecuador | 2017 - 2019 |
| Liga de Quito           | Ecuador | 2020 - 2021 |
| Independiente del Valle | Ecuador | 2022        |
| Aucas                   | Ecuador | 2022 - 2023 |
| Barcelona S. C.         | Ecuador | 2023 - 2024 |
| Delfín S. C.            | Ecuador | 2024        |
| Mushuc Runa             | Ecuador | 2025 - act. |

## Palmarés

### Campeonatos nacionales
| Título               | Club          | País    | Año  |
| -------------------- | ------------- | ------- | ---- |
| Serie B de Ecuador   | Macará        | Ecuador | 2016 |
| Serie A de Ecuador   | Delfín        | Ecuador | 2019 |
| Supercopa de Ecuador | Liga de Quito | Ecuador | 2020 |
| Supercopa de Ecuador | Liga de Quito | Ecuador | 2021 |
| Serie A de Ecuador   | Aucas         | Ecuador | 2022 |

### Distinciones individuales
| Distinción                         | Año  |
| ---------------------------------- | ---- |
| Ⅺ ideal del Campeonato Ecuatoriano | 2019 |